# Richard Brooker
Richard Brooker (ur. 20 listopada 1954 w Londynie, zm. 8 kwietnia 2013 tamże) – brytyjski aktor i kaskader, znany z roli Jasona Voorheesa w filmie Piątek, trzynastego III. Był pierwszym odtwórcą roli Jasona, który nosił legendarną maskę hokejową. Był także jedynym Brytyjczykiem, który zagrał Jasona.
Zmarł w 2013 roku w wieku 58 lat na atak serca.